# Teigny
Teigny ist eine französische Gemeinde mit 115 Einwohnern (Stand 1. Januar 2022) im Département Nièvre in der Region Bourgogne-Franche-Comté (vor 2016 Bourgogne). Sie gehört zum Arrondissement Clamecy und zum Kanton Clamecy (bis 2015 Tannay).

## Geographie
Teigny liegt etwa 47 Kilometer südsüdöstlich von Auxerre. Nachbargemeinden von Teigny sind La Maison-Dieu im Norden, Nuars im Osten, Vignol im Süden sowie Metz-le-Comte im Westen.

## Bevölkerungsentwicklung
| Jahr                       | 1962 | 1968 | 1975 | 1982 | 1990 | 1999 | 2006 | 2011 | 2016 |
| Einwohner                  | 147  | 131  | 118  | 122  | 121  | 122  | 119  | 104  | 103  |
| Quellen: Cassini und INSEE |      |      |      |      |      |      |      |      |      |

## Sehenswürdigkeiten
- Kirche Saint-Nazaire
- Mühle von Teigny aus dem 12. Jahrhundert